# معركة ميشينري ريدج
دارت معركة ميشينري ريدج (بالإنجليزية: Battle of Missionary Ridge) في 25 نوفمبر عام 1863 كجزء من حملة تشاتانوغا للحرب الأهلية الأمريكية. بعد انتصار الاتحاد في معركة جبل لوكاوت في 24 نوفمبر، اعتدت قوات الاتحاد في الفرقة العسكرية لولاية ميسيسيبي بقيادة اللواء الجنرال يوليسيس جرانت على ميشينري ريدج وجيش الولايات الكونفدرالية بأمر من الجنرال براكستون براج، ما أجبرها على التراجع إلى جورجيا.
في الصباح، قام اللواء الجنرال ويليام تيكومسي شيرمان، الذي كان يقود جيش الاتحاد في ولاية تينيسي، بهجمات مجزأة للاستيلاء على الطرف الشمالي من ميشينري ريدج، نفق هيل، لكن تم إيقافه بسبب مقاومة شرسة من جيش الولاياات الكونفدرالية للرائد الجنرال باتريك كليبورن وويليام إتش تي ووكر وكارتر إل ستيفينسون. في فترة ما بعد الظهر، كان جرانت قلقًا من تعزيزات براج في جناحه الأيمن على حساب شيرمان. أمر جيش كمبرلاند، بقيادة اللواء جنرال جورج هنري توماس، بالمضي قدمًا والاستيلاء على خط الجبهة الكونفدرالية في أرضية الوادي والتوقف عند هذا الحد، كمظاهرة لمساعدة جهود شيرمان. تقدم جنود الاتحاد إلى الأمام وسرعان ما دفعوا الكونفدراليين من الخط الأول، لكنهم تعرضوا بعد ذلك لنيران عنيفة من صفوف الكونفدرالية من فوق التلال.
بعد توقف قصير لاستعادة أنفاسهم، واصل جنود الاتحاد الهجوم على الخطوط المتبقية أعلى التلال ووجدوا أنه لا يمكن الدفاع عن خط الجبهة الأولي أثناء مطاردة الكونفدراليين الفارين. هذا التقدم الثاني قام به القادة على الفور وكذلك بعض الجنود. عند رؤية ما كان يحدث، أرسل توماس ومرؤوسوه أوامر تؤكد أوامر الصعود. لم يكن تقدم الاتحاد منظمًا إلى حد ما ولكنه كان فعالًا، وأخيرًا ساحق ومشتت ما كان يجب أن يكون، مثلما يعتقد الجنرال جرانت نفسه، خطًا كونفدراليًا منيعًا. تم وضع الخط العلوي للخط الأولي لجيش الكونفدرالية على القمة الفعلية بدلًا من القمة العسكرية فوق التلال، تاركًا النقاط العمياء للمشاة والمدفعية. بالاقتران مع التقدم من الطرف الجنوبي من التلال من قِبَل الانقسامات تحت قيادة اللواء جوزيف هوكر، هزم جيش الاتحاد جيش براج، الذي تراجع إلى دالتون، جورجيا، منهيًا بذلك حصار قوات الاتحاد في تشاتانوغا، تينيسي.

## الخلفية

### الحالة العسكرية
بعد هزيمتهم الكارثية في معركة تشيكاموغا، انسحب حوالي 40،000 رجل من جيش الاتحاد في كمبرلاند بقيادة اللورد الجنرال ويليام روسكرانس إلى تشاتانوغا. حاصر جيش تينيسي التابع للجنرال الكونفدرالي براكستون براج المدينة، وهدد بتجويع قوات الاتحاد للاستسلام. أثبتت قوات براج نفسها في ميشينري ريدج وجبل لوكاوت، وكلاهما يتمتع بإطلالات ممتازة على المدينة، بالإضافة إلى نهر تينيسي الذي يتدفق شمال المدينة وخطوط إمدادات الاتحاد.
بدأت الأمطار الغزيرة بالهطول في أواخر سبتمبر، ما أدى إلى جرف مسافات طويلة من الطرق الجبلية. في 1 أكتوبر، اعترض سلاح الفرسان الكونفدرالي للرائد الجنرال جوزيف ويلر وألحق أضرارًا بالغة بقطار مكون من 800 عربة - أحرق مئات العربات وأطلق النيران أو ذبح مئات البغال - في بداية غارته في أكتوبر 1863 عبر ولاية تينيسي بهدف قطع خط إمداد روسكرانس. قرب نهاية أكتوبر، كانت حصص الجنود الفيدراليين النموذجية عبارة عن «أربع كعكات من الخبز القاسي وربع رطل من لحم الخنزير» كل ثلاثة أيام.
أرسل جيش الاتحاد تعزيزات: اللواء الجنرال جوزيف هوكر مع 15000 رجل في فيلقين من جيش بوتوماك في فرجينيا والرائد الجنرال ويليام تيكومسي شيرمان مع 20000 رجل من فيكسبيرغ، ميسيسيبي. في 17 أكتوبر، تلقى اللواء يوليسيس جرانت أوامر بقيادة ثلاثة جيوش غربية وتحديدًا الفرقة العسكرية لميسيسيبي؛ ثم انتقل لتعزيز تشاتانوغا واستبدل روسكرانس بالرائد الجنرال جورج هنري توماس.
أطلق توماس هبوطًا برمائيًا مفاجئًا في براون فيري في 27 أكتوبر، ما فتح نهر تينيسي من خلال ربط جيشه في كمبرلاند بعمود إغاثة هوكر جنوب غرب المدينة، الأم الذي سمح للإمدادات والتعزيزات بالتدفق إلى تشاتانوغا فوق ما كان يسمى «خط التكسير». ردًا على ذلك، أمر براج اللفتنانت جنرال جيمس لونجستريت بإجبار الفيدراليين على الخروج من وادي لوكاوت. كانت معركة واهاتشي التي تلت ذلك (28-29 أكتوبر) واحدة من المعارك القليلة التي خاضها الطرفان في الليل.
وصل شيرمان مع 20،000 من رجاله في جيش تينيسي في منتصف نوفمبر. خطط جرانت وشيرمان وتوماس لهجوم محاط على قوة براج، مع هجوم من قِبَل شيرمان ضد الطرف الشمالي من ميشينري ريدج، بالإضافة إلى اثنين من فرق توماس من المركز. هوكر، بدلًا من محاولة الاستيلاء على جبل لوكاوت ثم التحرك عبر وادي تشاتانوغا إلى الاستراحة في التلال في روسفيل، جورجيا، لم يفعل شيئًا سوى توجيه القوات نحو المركز.
متأخرًا عن الجدول الزمني، كانت قوة شيرمان مستعدة لعبور نهر تينيسي في وقت مبكر من يوم 24 نوفمبر. في اليوم السابق، أمر جرانت توماس بالتقدم في منتصف الطريق إلى ميشينري ريدج في عملية استطلاع سارية لتحديد قوة الخط الكونفدرالي على أمل التأكد من أن براج لن يسحب قواته ويتحرك باتجاه نوكسفيل، تينيسي، حيث تعرض اللواء الجنرال أمبروز بيرنسايد للتهديد من قبل قوة كونفدرالية بقيادة اللفتنانت جنرال جيمس لونجستريت. أرسل توماس أكثر من 14000 رجل نحو تل صغير يدعى أوركاد نوب واجتاح المدافعين الكونفدراليين. غيّر جرانت أوامره وأمر رجال توماس بالحفر والاحتفاظ بالمنصب.
فوجئ بتحرك توماس وإدراكه أن وسطه ويمينه قد يكونان أكثر عرضة للخطر مما كان يعتقد، وسرعان ما أعاد براج تعديل استراتيجيته. كلّف براج لواء فرسان كنتاكي الكولونيل وارن غريغسبي بالتمركز حول نهر تينيسي شمال شرق تشاتانوغا وأمر العميد الجنرال ماركوس جوزيف رايت بإحضار لواءه من مشاة تينيسي من كليفلاند إلى تشيكاما عبر القطار. استعاد جميع الوحدات التي أمرها مؤخرًا بالذهاب إلى نوكسفيل إذا كانت ضمن مسيرة يوم واحد. عاد قسم اللواء الجنرال باتريك كليبورن بعد حلول الظلام من محطة تشيكاموجا، ما عرقل عملية النقل بالقطار. بدأ براج بتقليل قوته على يساره من خلال سحب قسم اللواء الجنرال ويليام إتش تي ووكر من قاعدة جبل لوكاوت ووضعه على أقصى يمين ميشينري ريدج جنوب نفق هيل. كلّف اللفتنانت الجنرال ويليام جيه هاردي بقيادة جناحه الأيمن الحرج الآن وقلب الجناح الأيسر إلى اللواء الجنرال كارتر إل ستيفنسون. ثبت أن اهتمام براج بحقه له ما يبرره وأن قراراته كانت مجرد مصادفة. في الوسط، أمر اللواء الجنرال جون سي بريكينريدج رجاله بالبدء في تحصين قمة ميشينري ريدج، وهي مهمة أهملها براج بطريقة ما لأسابيع. بعجزه على تقرير ما إذا كان يجب الدفاع عن قاعدة أو قمة التلال، أطلق الأمر لأقسام العميد بريج وجينز وويليام بي وباتي وجي باتون أندرسون بنقل نصف أقسامهما إلى القمة في حين يبقى الآخرون على الخط الأول على طول القاعدة. كتب جيمس إل ماكدونو عن التمركز العلوي في التلال، «اجتاحت القوات كل ما هو في طريقها وليس فقط من الناحية العسكرية... ما أدّى إلى إعاقة شديدة للمدافعين».
كان 24 نوفمبر يومًا مظلمًا مع انخفاض السُّحب والضباب والأمطار الغزيرة. عبرت قوات شيرمان نهر تينيسي بنجاح في الصباح، ثم استولت على مجموعة التلال في الطرف الشمالي من ميشينري ريدج، على الرغم من أنه فوجئ عندما وجد أن الوادي يفصله عن الجزء الرئيسي من التلال. بعد تنبيهه من قبل سلاح الفرسان غريغسبي بأن العدو قد عبر النهر بقوة، أرسل براج فرقة كليبورن ولواء رايت لمواجهة شيرمان. بعد المناوشات مع الكونفدراليين، أمر شيرمان رجاله بالحفر على التلال التي استولى عليها. وبالمثل، حفر كليبورن حول نفق هيل.
في الوقت نفسه، نجحت قيادة هوكر في معركة جبل لوكاوت واستعدت للتحرك شرقًا نحو الجناح الأيسر لبراج في ميشينري ريدج. تراجعت فرق ستيفنسون وتشيثام خلف تشاتانوغا كريك وأحرقوا الجسور خلفهم.
في ليلة 24 نوفمبر، طلب براج من قائدي فيلقه التراجع والوقوف عن القتال. توقع كليبورن، مع قلقه بشأن ما أنجزه شيرمان، أن يتراجع براج. نصح هاردي بالتراجع أيضًا، لكن بريكينريدج أقنع براج بالهجوم من مكانه القوي في ميشينري ريدج. وبناءً على ذلك، أمرت القوات المنسحبة من جبل لوكاوت إلى الجناح اليميني للمساعدة في التصدي لشيرمان.